# فريدريك غاردنر كوتريل
فريدريك غاردنر كوتريل (بالإنجليزية: Frederick Gardner Cottrell)‏ هو مخترِع وكيميائي أمريكي، ولد في 10 يناير 1877 في أوكلاند في الولايات المتحدة، وتوفي في 16 نوفمبر 1948 في بيركيلي في الولايات المتحدة.

## وصلات خارجية
- فريدريك غاردنر كوتريل على موقع الموسوعة البريطانية (الإنجليزية)
- فريدريك غاردنر كوتريل على موقع إن إن دي بي (الإنجليزية)